# ماریلا آجنلی
ماریلا آجنلی (ایتالیایی: Marella Agnelli; زادهٔ ۴ مهٔ ۱۹۲۷ – ۲۳ فوریه ۲۰۱۹) عکاس و طراح اهل ایتالیا بود.
او اغلب در مجله مد Vogue ظاهر می‌شد.
او در سال ۱۹۶۳ به عنوان بهترین تالار مشاهیر لباس بین‌المللی انتخاب شد.
آجنلی همچنین برندهٔ جوایزی همچون نشان شایستگی جمهوری ایتالیا شده‌است.